# Стрнџање
Стрнџање је народни обичај заступљен на територији источне Србије, претежно у влашкој заједници Неготинске и Тимочке Крајине.  
Заједница у којој су пожељни рани бракови труди се, такорећи, да припреми децу за малолетнички брак тако што кроз обичајну праксу убрзава њихово полно сазревање и уводи их у свет одраслих. Из тог разлога појединим празницима било је обичајно утврђено и јавно одобрено слободније понашање младих и њихово интимно упознавање, мада су истовремено важила строга правила патријархалног морала, која су налагала смерност у понашању младих у свакодневном животу. 
Обичаји стрнџања о Белим покладама - другог уторка по Ускрсу, ноћне забаве у планини на Биљни петак и слично, примери су предбрачних слобода које су се у обичајној форми одржавале приликом одређених годишњих празника у селима североисточне Србије. Све се то одржавало у пролећном периоду, обично на преласку из посних у мрсне дане и обрнуто. 
У јесен, када се заврше пољски радови, на одређени дан, за празник или посело, било је дозвољено сваком момку да "води љубав" са којом-год девојком пожели, па и са више њих, све до јутра. Постојао је само један услов, да се обоје сложе и да се поштују правила.
Стрнџање је добило име од румунског глагола "strange", што значи притиснути, стиснути, а код Влаха у Србији има и додатно значење: грлити се, миловати. Оно је, заправо, служило као предбрачна проба девојака. Чим сунце почне да залази, из сеоског кола би се издвојило, одједном, по десетак удавача и замакло у оближњу шумицу. Тамо би, наслоњене на дрво, чекале да их потраже момци са којима су играле у колу. Момци су долазили у групи, бучни и спремни на шалу. Најпре би са девојкама разменили по коју шаљиву реченицу, а онда прелазили на оно због чега
су и дошли. Момачки родитељи су синовима препоручивали да узму девојку која се доста стрнџа, а да избегавају ону коју нико неће. Ипак, то није била љубав без граница. Момачка рука није смела даље од женског појаса. 
Улога ових обичаја у традиционалној култури села је очигледна - они би требало да подстакну код младих жељу за браком и породицом већ у првим годинама пубертета. На овај начин се покушава убрзати сексуална зрелост адолесцената и омогућити рани брак по жељи родитеља. Чињеница да се није дешавало или је била права реткост да током ових обичаја девојка изгуби невиност и затрудни, указује на то да су се поштовала правила, те да се општеприхваћени образац понашања („девојка мора ући невина у брак") поклапао са праксом. 
Описани обичаји имали су функцију контролисања сексуалног понашања. Наиме, дозвољавањем оваквих контаката спречавао се, у ствари, потпун сексуални живот са добро познатим могућим последицама. Тиме је омогућено да моралне норме шире заједнице опстану и да породични интереси буду
задовољени. Такође, тиме је створена могућност и за рано сазревање младих, као и за контролисано задовољавање њихових еротских потреба и спремност за улазак у свет одраслих. 